# قلعه هزار درب
قلعه هزار درب مربوط به دوره ساسانیان - دوران‌های تاریخی پس از اسلام است و در آبدانان،‌ و این اثر در تاریخ ۲۲ تیر ۱۳۷۹ با شمارهٔ ثبت ۲۷۴۴ به‌عنوان یکی از آثار ملی ایران به ثبت رسیده‌است.